# 松本村 (大分県)
松本村（まつもとむら）は、大分県直入郡にあった村。現在の竹田市の一部にあたる。

## 地理
玉来川と滝水川が中央部で合流する地域に位置していた。

## 歴史
- 1889年（明治22年）4月1日、町村制の施行により、直入郡穴井迫村、君ヶ園村、渡瀬村、岩瀬村、向山田村が合併して村制施行し、松本村が発足[1][2]。旧村名を継承した穴井迫、君ヶ園、渡瀬、岩瀬、向山田の5大字を編成[2]。
- 1954年（昭和29年）3月31日、直入郡竹田町、玉来町、嫗岳村、城原村、菅生村、豊岡村、入田村、宮砥村、宮城村と合併し、市制施行し竹田市を新設して廃止された[1][2]。

### 地名の由来
源為朝が騎牟礼城から射た矢が当たったという伝説のある穴井迫村松本による。

## 産業
- 農業[2]

## 交通

### 県道
- 熊本大分線[2]